# Hotel Carlton (Bratislava)
Hotel Radisson Blu Carlton (starší název Hotel Carlton) je jeden z nejluxusnějších a nejdražších hotelů v Bratislavě. Je to hotel kategorie **** (čtyřhvězdičkový) v historickém jádru města na Hviezdoslavově náměstí 3 v blízkosti historické budovy Slovenského národního divadla a budovy Reduty, sídla Slovenské filharmonie.

## Historie
Na místě hotelu stál již v 13. století hostinec U labutě a od roku 1760 hostinec U tří zelených stromů (v originále Zu den 3 grünen Bäumen). Celý hostinec koupil v roce 1838 ředitel první uherské bratislavsko-trnavské železnice Johann Löwy. Ten jej dal v letech 1844–1846 přestavět podle návrhu stavitele Ignáce Feiglera ml. a přejmenoval ho na hotel U zeleného stromu. Z původní jednopatrové budovy tak vznikla třípatrová se dvěma dvorními křídly a klasicizující fasádou. Od roku 1905 bylo v budově hotelu první kino na Slovensku (v Horním Uhersku) s názvem Electro Bioscop.
Od roku 1857 převzal hotel známý obchodník s vínem Jakub Palugyay, který již od roku 1849 vlastnil v hotelu kavárnu. Rodina Palugyayů provozovala hotel pod názvem U zeleného stromu do roku 1912.
Hotelu konkuroval od roku 1860 sousedící hotel National s kavárnou Savoy. Ten v roce 1908 koupil od Františka Spenedera Henrich Prüger, který v letech 1903 až 1909 působil i jako manažer hotelu Savoy v Londýně. V roce 1911 přikoupil Gervayův dům a v roce 1912 po smrti Karla Palugyaye i hotel U zeleného stromu. Všechny tři objekty nechal přestavět v letech 1912–1913, čímž vznikl hotelový komplex Savoy-Carlton otevřen v červnu 1913. Jméno Carlton vzniklo spojením zkratek jmen předešlých majitelů Karla Palugyaya (Carl) a jeho manželky Antonie (Ton-ka) - Carlton. Krátce na to se z hotelu odstěhovalo 5. října 1913 i kino Electro Bioscop na druhou stranu náměstí, kde se nachází dodnes pod jménem Mladosť.
Největší přestavba proběhla v letech 1925–1929 dle projektu Milana Michala Harmince. Všechny tři budovy se sjednotily do jednoho celku a zvýšily se o čtyři patra, vznikla jednotná fasáda a charakteristická vysoká střecha.
V 80. letech 20. století byl hotel již natolik zchátralý, že se musel zastavit jeho provoz. Po rekonstrukci a přestavbě byl hotel otevřen v říjnu 2001.